# Вюийемен, Поль
Жан Поль Вюийеме́н (фр. Jean Paul Vuillemin, 1861—1932) — французский миколог, профессор в Нанси.

## Биография
Родился 13 февраля 1861 года в городке Досель в Вогезах в семье Доминика Огюста Вюийемена и его супрули Жюли Гери. В 1878 году в 17-летнем возрасте поступил на медицинское отделение Университета Нанси. В 1880 году назначен препаратором Медицинской естественной истории, с 1882 года был членом Научного общества Нанси.
В 1884 году защитил диссертацию доктора медицины под руководством физиолога Анри Бониса, после чего служил во французской армии. В 1885 году освобождён от воинской обязанности после смерти отца.
С 1892 года руководил курсом естественной истории в Университете Нанси. В феврале 1893 года женился на Жюли Табельон.
Исследовал роль паразитов в заболевании малярией. В 1906 году был корреспондентом комитета Нобелевской премии по медицине.
С 1 октября 1923 года — кавалер Ордена Почётного легиона.

## Некоторые научные публикации
- Vuillemin J. P. De la valeur des caractères anatomiques au point de vue de la classification des végétaux. Tige des Composées. — Paris, 1884. — 258 p.
- Vuillemin J. P. Sur les homologues des mousses // Bulletin de la Société des sciences de Nancy. — Nancy, 1886. — P. 41—99.
- Vuillemin J. P. La biologie végétale. — Paris, 1888. — 380 p.
- Vuillemin J. P. La subordination des caractères de la feuille dans le phylum des Anthyllis // Bulletin de la Société des sciences de Nancy. — Nancy, 1892. — Vol. 12. — P. 1—343.
- Vuillemin J. P. Les Hypostomacées, nouvelle famille de champignons parasites // Bulletin de la Société des sciences de Nancy, Ser. 2. — Nancy, 1896. — Vol. 14(31). — P. 1—55.
- Vuillemin J. P. Les Céphalidées, section physiologique de la famille des Mucorinées // Bulletin de la Société des sciences de Nancy, Ser. 3. — Nancy, 1902. — Vol. 3. — P. 21—83.
- Vuillemin J. P. Les bases actuelles de la systématique en mycologie // Progressus rei botanicae. — Jena, 1907. — Vol. 2(1). — P. 1—170.
- Vuillemin J. P. Les champignons: essai de classification. — Paris, 1912. — 425 p.
- Vuillemin J. P. Les anomalies végétaux leur cause biologique. — Paris, 1926. — 359 p.
- Vuillemin J. P. Les champignons parasites et les mycoses de l'homme. — Paris, 1931. — 292 p.

## Роды грибов, названные именем П. Вюийемена
- Vuilleminia Maire, 1902